# 거삼나무

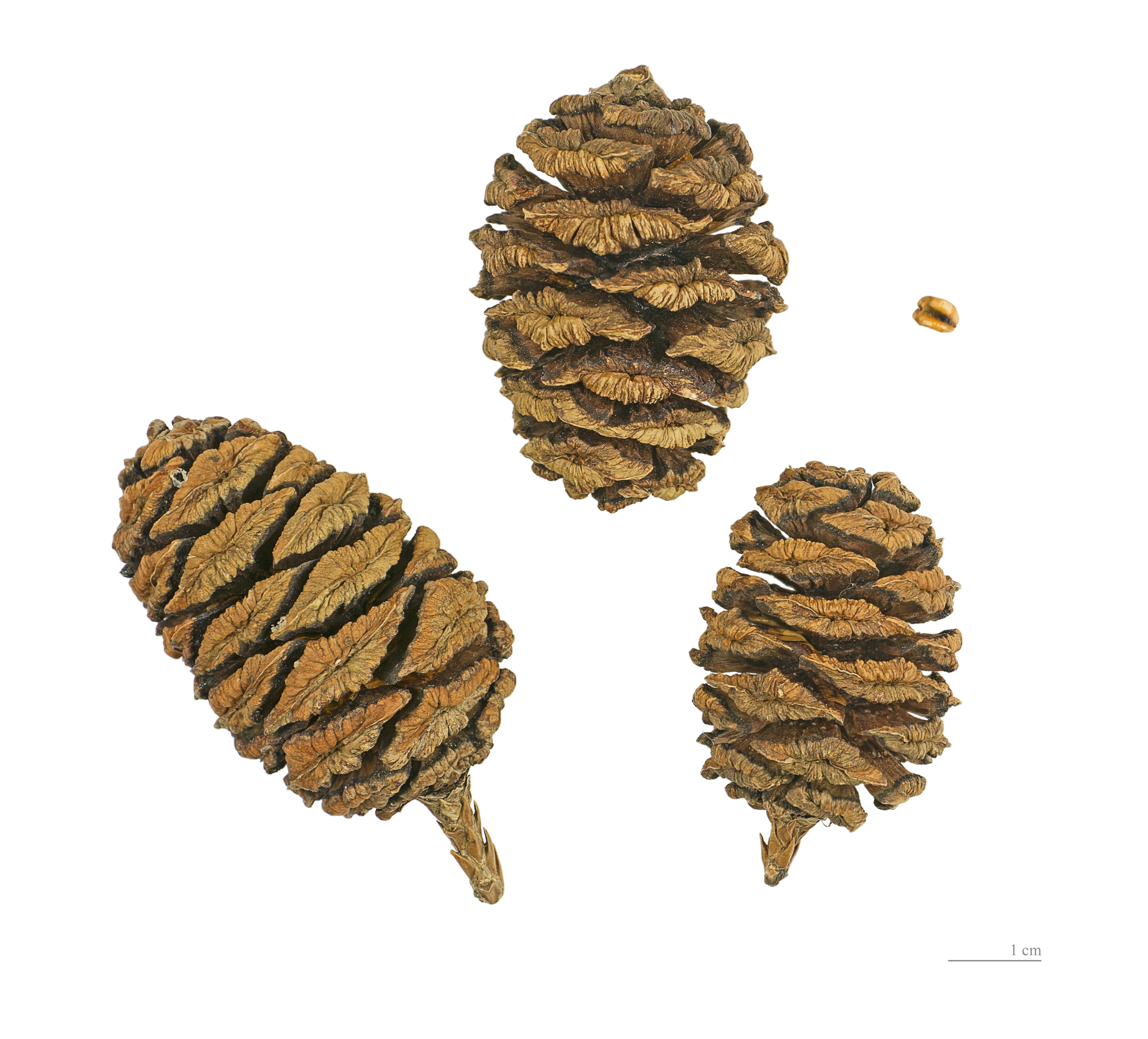
Sequoiadendron giganteum

거삼나무(Sequoiadendron giganteum)는 자이언트세쿼이아, 혹은 빅트리라고도 불리며, 거삼나무속의 살아남은 유일한 종이다. 같은 속에 속한 멸종한 종은 'Sequoiadendron chaneyi' 하나다.

## 같이 보기
- 킹스 캐니언 국립공원
- 요세미티 국립공원